# Art & Language
Умјетност и Језик (енгл. Art & Language), лабава организација углавном британских умјетника и теоретичара умјетности која је дјеловала од касних 1960-их. Кроз свој часопис Art-Language, чији је први број објављен у Ковентрију у мају 1969. године, и кроз своје групне изложбе, истраживали су лингвистичке и друштвене димензије умјетности. Њихове активности се згодно могу класификовати као облик концептуалне умјетности, али су, бар у првим данима свог дјеловања, сматрали да је питање које тек треба да одлуче јесте „да ли уопште стварају уметност”. 
Првобитни чланови групе били су Тери Аткинсон, Дејвид Бејнбриџ, Мајкл Болдвин и Харолд Харел. Џозеф Кошут се убрзо придружио као амерички уредник часописа, а почетком 1970-их чланство је порасло на око 30; затим је број чланова нагло пао, а до 1977. године од првобитних чланова остао је само Болдвин. Отада, главне личности које су учествовале заједно са Болдвином, били су Мел Рамсден и историчар умјетности и критичар Чарлс Харисон. Истраживали су могућности у оквиру комбинације лингвистичке филозофије — посебно Витгенштајна — и марксизма. Одбацују идеју да би требало да дају одмах приступачне политичке пароле и изјаве — и заиста, неки од њихових радова су мање-више непробојни за аутсајдере. Есеј из 1981. „Историја умјетности, критика умјетности и објашњење” (Историја умјетности, том 4, бр. 4) пружа корисну полазну тачку за њихове преокупације онима који се осјећају сигурније у своје знање о умјетности него у филозофској и политичкој теорији. 
Отприлике 1979. године чланови групе стварају слике, али не да би прославили повратак традицији сликарства, већ да би наставили своја интелектуална истраживања. Теоријска основа је да оно „о чему” је слика мора бити схваћено у смислу узрока настанка умјетничког дела, а не у смислу како дјело изгледа или би могло да произведе оно што посматач „осјећа” кад се налази пред самим дјелом. Треба нагласити да идеја није само да се „умјетникова намјера” или „умјетникова личност” поново постави као срж значења, већ да се испитају ресурси и компетенције које умјетници и публика уносе у дјело. Примјер је Лењинов портрет са капом у стилу Џексона Полока 1 (1979). На први поглед слика изгледа као веома ефикасан пастиш једне Полокове слике. Без поменутог наслова би вјероватно таква и остала за већину посматрача. Чак и уз његову помоћ, Лењина је тешко открити. Дјело окупља наизглед супротстављене политичке и умјетничке традиције у једну слику, не да би их помирило, већ да би довело у питање претпоставке о „експресивној” и „комуникацијској” функцији умјетности. Харисон је 1991. објавио Есеје о уметности и језику (Essays on Art & Language).